# Joost Klein
Pour les articles homonymes, voir Klein.
Joost Klein, né le 10 novembre 1997 à Leeuwarden (Frise), plus connu sous le seul prénom Joost, est un chanteur, musicien, écrivain et ancien vidéaste web néerlandais. Il est artiste de hip-hop, bien que ses chansons et ses performances incluent souvent des influences de musique électronique, telles que la drum and bass, le hardstyle et le gabber,. Il a édité huit albums studio, dont deux ont atteint le top 10 du top 100 des albums néerlandais. Il a également fait quatre entrées dans le top 40 néerlandais.
En 2023, il est sélectionné pour représenter les Pays-Bas au Concours Eurovision de la chanson 2024 à Malmö (Suède), avec le titre Europapa. Il participe à la seconde semi-finale, ayant lieu le 9 mai 2024, et se qualifie pour la grande finale, mais est cependant disqualifié à la suite d'une plainte d'une membre de la production, une première dans l'histoire du concours.

## Biographie

### Jeunesse
Joost Klein naît le 10 novembre 1997 à Leeuwarden, en Frise, et grandit dans le village voisin de Britsum. En 2008, il lance une chaîne YouTube sous le nom d'EenhoornJoost. Jeune, il fréquente le Stedelijk Gymnasium de Leeuwarden, sans pour autant terminer son cursus.
En 2010, à douze ans, il perd son père, emporté par un cancer, et, un an plus tard, en 2011, sa mère décède d'un arrêt cardiaque. À la suite du décès de ses parents, il est pris en charge par son frère et sa sœur aînée.

### Débuts de carrière

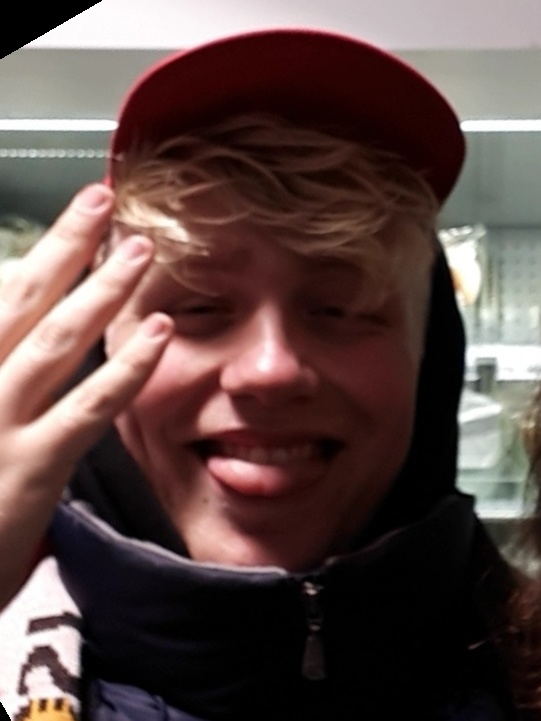
Joost Klein en 2018.

Tout en étant actif en tant que YouTuber dans les années 2010, Joost Klein publie des vidéos allant de sketches à des mini-documentaires.
En 2016, il publie son premier extended play Dakloos et commence à se concentrer sur une carrière dans la musique. Son premier clip, Bitches, atteint un million de vues sur YouTube. En 2017 et 2018, il signe brièvement par TopNotch, mais décide finalement de créer son propre label, Albino Records. Le 20 octobre 2017, il sort la mixtape Scandinavian Boy, suivie des singles Meeuw et  Ome Robert en 2018.
Le 3 août 2018, il sort l'album studio M van Marketing avec le rappeur néerlandais Donnie. Pour promouvoir cet album, le duo organise un concert unique intitulé Viraal in Carré au théâtre Carré à Amsterdam. De son côté littéraire, il écrit un petit livre de poèmes intitulé Albino, publié le 14 novembre 2018. Il déclare avoir écrit ce livre grâce à son père qui, ayant également écrit un livre, l'avait encouragé à faire de même. Pour promouvoir son album studio du même titre, il organise la tournée de concerts Het gaat niet zo goed (traduit par « Cela ne va pas trop bien ») en 2019, au cours de laquelle il se rend dans des salles telles que Paard, De Oosterpoort, Doornroosje et Paradiso. Il termine la tournée à Paradiso, le 3 mars 2019. L'été suivant, il se produit dans les principaux festivals du Benelux tels que Pukkelpop, Pinkpop, Lowlands et Zwarte Cross.
Le 15 novembre 2019, il sort l'album 1983, dont le titre fait référence à l'année de naissance de son frère aîné, pour lequel il collabore avec les producteurs de musique Mick Spek, Kauwboy et Tantu Beats.
Le 24 avril 2020, il sort l'album Joost Klein 7, composé de sept chansons, dont une collaboration avec le rappeur canadien bbno$. Le 7 août de la même année, il sort le single Ik wil je, un remix de la chanson homonyme du groupe belge De Kreuners. Le 13 septembre 2022, il sort son huitième album studio, Fryslân, en référence à sa province natale, la Frise. L'album contient les singles Florida 2009, Wachtmuziek et Papa en mama, et ceci est entièrement produit par le producteur Tantu Beats. On peut y entendre divers échantillons, comme ceux du groupe de ska néerlandais Doe Maar et de Crazy Frog. Dans Florida 2009, il évoque la mort de ses parents. Il présente la chanson en avant-première lors de l'édition de Pinkpop 2022.

### Eurovision 2024

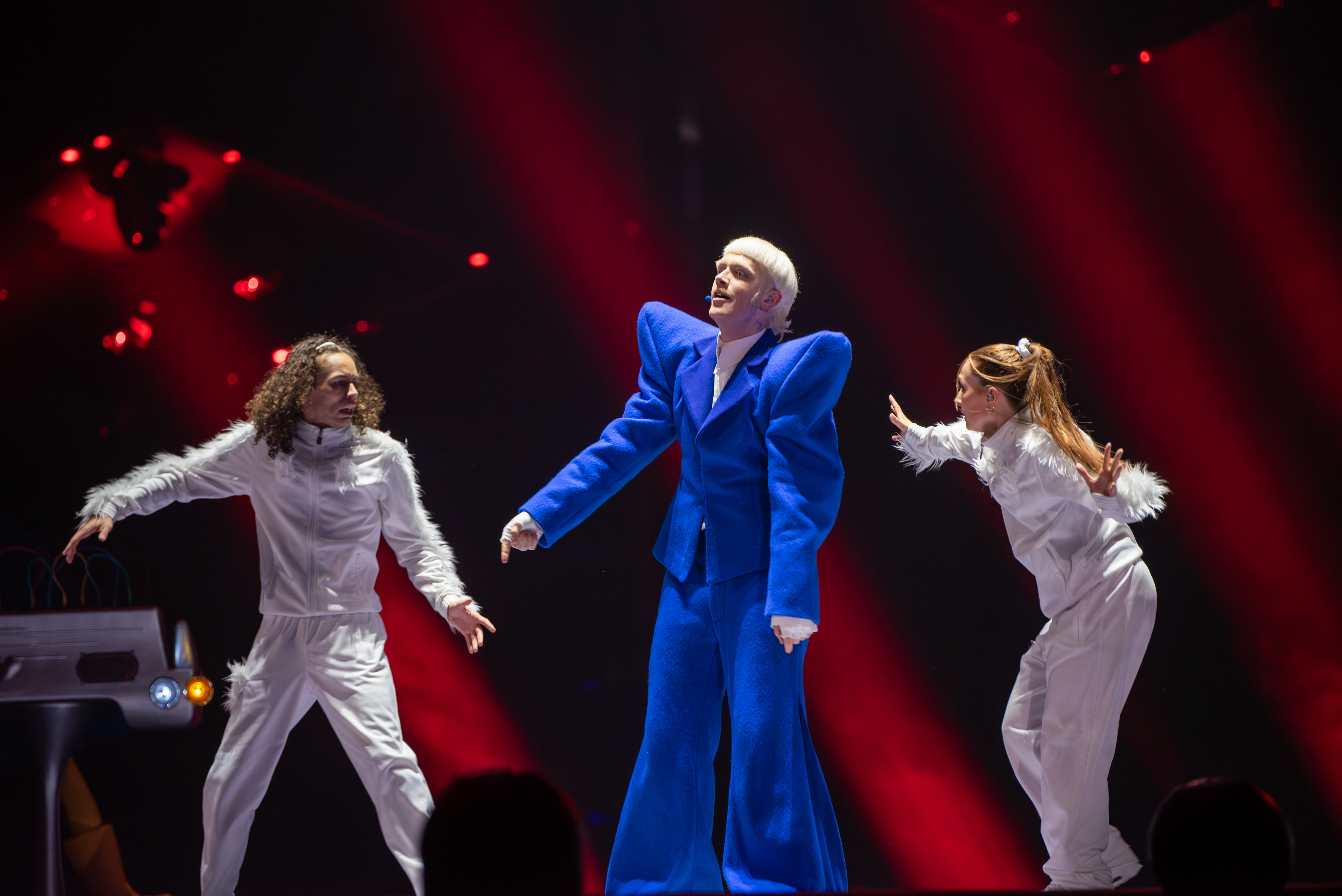
Joost Klein à la demi-finale de l'Eurovision 2024.

En 2023, il obtient son premier succès en Allemagne avec le single Friesenjung, une collaboration avec le rappeur allemand Ski Aggu et une adaptation d'une chanson de l'humoriste frison Otto Waalkes. Cette chanson atteint la première place du Top 100 allemand. La même année, il exprime son intérêt pour représenter les Pays-Bas au Concours Eurovision de la chanson 2024 à Malmö, en Suède. Une pétition est lancée par l'émission de radio NPO 3FM VoorAan of PowNed pour tenter de réaliser cet objectif. Le 11 décembre, il est sélectionné pour représenter les Pays-Bas au concours.
Lors du Concours Eurovision de la chanson 2024, il est l'objet d'une plainte d'une membre de la production et est disqualifié quelques heures avant le début de la finale sans raison officielle. Le 10 mai, veille de la finale, il avait déjà été privé de répétitions. Deux jours avant, ne souhaitant pas être à proximité de la chanteuse israélienne, Eden Golan, lors d'une conférence de presse, il cache son visage à plusieurs reprises avec son drapeau national,.
Par ailleurs, dans sa chanson Luchtballon (en français : Montgolfière) sortie le 5 juin, il revient sur le tumulte ayant eu lieu à Malmö en ayant pris du recul sur celui-ci et en déclarant chercher à ne pas se préoccuper des poursuites judiciaires liées à la plainte déposée par une cadreuse qui, d'après la délégation néerlandaise (qui s'est indigné de la disqualification du chanteur), aurait été bousculé par Joost dans un contexte peu clair. Le clip de la chanson est réalisé entièrement en image de synthèse rappelant les jeux vidéo du début des années 2000. On y retrouve une histoire où l'« Onion Corp » cherche à arrêter le chanteur qui naviguait paisiblement dans sa montgolfière, cette entreprise fictive qui fait évidemment écho à l'Union européenne de radio-télévision, organisatrice du Concours Eurovision de la chanson et cette montgolfière qui flotte dans les air qui illustre le bonheur dans lequel était le chanteur avant son arrestation.
En 2025, il sort l'album Unity, dont plusieurs morceaux abordent sa disqualification.